# أنطونيو غوميز ميدينا
أنطونيو غوميز ميدينا (بالإسبانية: Antonio Gómez Medina)‏ هو مصارع محترف مكسيكي، ولد في 11 سبتمبر 1970 في Totatiche ‏ في المكسيك.

## روابط خارجية
- أنطونيو غوميز ميدينا على موقع CageMatch worker (الإنجليزية)
- أنطونيو غوميز ميدينا على موقع قاعدة بيانات المصارعة على الإنترنت (الإنجليزية)